# Casa mia (Ghali)
Casa mia è un singolo del rapper italiano Ghali, pubblicato il 7 febbraio 2024.
Il brano è stato presentato in gara durante la 74ª edizione del Festival di Sanremo, dove si è classificato al quarto posto al termine della kermesse musicale.

## Descrizione
Il brano, scritto da Ghali stesso insieme a Tropico e Michelangelo, è stato concepito come un dialogo tra l'artista e un extraterrestre, che «mi fa notare quanto il nostro pianeta sia bellissimo, e che [come], nonostante le tragedie del mondo, la natura [sistemi] sempre tutto».

Il testo contiene inoltre un riferimento alla guerra nella Striscia di Gaza fra Hamas e Israele, come confermato da Ghali nella conferenza stampa antecedente alla prima serata del Festival di Sanremo:

## Promozione
Casa mia ha fatto il suo debutto dal vivo al Festival di Sanremo 2024. Durante tutte le esibizioni del brano, Ghali è stato accompagnato da un alieno dalle sembianze antropomorfe, soprannominato Rich Ciolino, realizzato in parte con l'animatronica, e simbolo della coscienza dell'artista. Al termine della manifestazione il brano si è classificato quarto.

## Video musicale
Il video, diretto da Lorenzo Sorbini, è stato reso disponibile contestualmente all'uscita del brano sul canale YouTube del rapper.

## Tracce
Testi e musiche di Ghali, Davide Petrella e Michelangelo.
1. Casa mia – 3:30

## Classifiche

### Classifiche settimanali
| Classifica (2024) | Posizione massima |
| ----------------- | ----------------- |
| Italia            | 5                 |
| Svizzera          | 25                |

### Classifiche di fine anno
| Classifica (2024) | Posizione |
| ----------------- | --------- |
| Italia            | 11        |